# Anna Svensson
Anna Evelina Svensson Löfström är en rollfigur i den svenska dramakomediserien Solsidan. Hon är en av seriens huvudpersoner. Anna spelas av Mia Skäringer och förekom redan i seriens pilotavsnitt, "Inflytten", som sändes på TV4 den 29 januari 2010. Anna är gift med Alex Löfström, som spelas av Felix Herngren, en av seriens skapare. Anna är född och uppvuxen i Karlstad.
Seriens centrala handling är att paret flyttar från Stockholm till Alex barndomshem i villaområdet Solsidan i Saltsjöbaden. Genom den första säsongen var Anna gravid med deras första barn. I säsongsfinalen, "Förlossning", föddes dottern Wilma. Anna arbetar som skådespelerska och har spelat in filmen Mannen som älskar för mycket med gästskådespelaren Ola Rapace. En trailer för filmen lades upp på Youtube av TV4, men den togs bort eftersom den bröt mot sidans användarvillkor. I den andra säsongen av serien går Anna med i en mammagrupp och tar upp sitt extrajobb som massös. I säsongen avslöjades Annas ursprung och familj.

## Biografi
Anna har beskrivits som "verbal och rättfram". Hon känner sig främmande i Alex barndomsstad och strävar efter att passa in. Genom den första säsongen är Anna gravid med parets första barn. I säsongsfinalen, "Förlossning", föddes dottern Wilma. Anna arbetar som skådespelerska. I det andra avsnittet hade Anna och Ola Rapace film Mannen som älskar för mycket premiär. Filmen innehåller en sexscen som spelades in sex månader innan, vilket fick Alex att tro att han kanske inte är pappa till barnet. Trailern för filmen lades upp av TV4 på videotjänsten Youtube. Trailern bröt dock mot användarvillkoren och blev borttagen på grund av det sexuella innehållet.
I den andra säsongen gick Anna med i en mammagrupp där hade hon svårt att följa alla de oskrivna reglerna. I säsongspremiären friade Alex till Anna och genom säsongen planerade de sitt bröllop. I säsongspremiären tog Anna upp sitt gamla extrajobb som massös. I säsongen kom även Annas föräldrar att gästspela. Ulf Kvensler, en av seriens manusförfattare och regissörer, beskrev pappan som en "väldigt konflikträdd" förtidspensionerad militär med "väldigt dålig självkänsla". Mamman "är en före detta beauty queen" och "en 60-årig bimbo som är väldigt självupptagen."

## Skapande

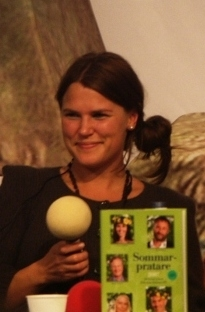
Mia Skäringer spelar Anna.

Felix Herngren beskrev Anna: "Helt klart den som har mest förankring i verkligheten. Hon är tjejen som vill passa in och vara en i gänget, men som ändå känner ett utanförskap. När vi pratade runt fick vi intrycket att det är en vanlig känsla." Mia Skäringer anlitades för rollen som Anna. Innan inspelningarna hade Skäringer aldrig träffat Herngren. Under inspelningarna sa hon att de "hittade varandra så där klockrent som bara händer med vissa personer". Hon sa även att "Vi har samma ton i vårt skådespeleri och funkar bra ihop. Han har ett extremt sinne för detaljer och en både sjuk och subtil humor." I en intervju med Göteborgs-Posten sa hon att hon tycker att hon är ganska lik Anna. Hon beskrev sin figur som "mer jordnära" än resten av seriens rollfigurer och sa att "Anna orkar inte prata om vad saker kostar och hur man ser rätt ut. Tillsammans med de andra blir hon lite torr, men egentligen helt rätt i mina ögon."

## Mottagande
Sara Ödmark från Dagens Nyheter hyllade Skäringers insats i serien och skrev, "Den stora behållningen med Solsidan stavas Mia Skäringer. Josephine Bornebusch och Johan Rheborgs rollfigurer är tecknade med ganska grova penslar och därför också lite ointressantare, men Mia Skäringers samspel med Felix Herngren har varit lyhört, charmigt och fullkomligt lysande hela vägen." I en undersökning av Aftonbladet utsågs Anna till en av tittarnas favoriter.